# أزد

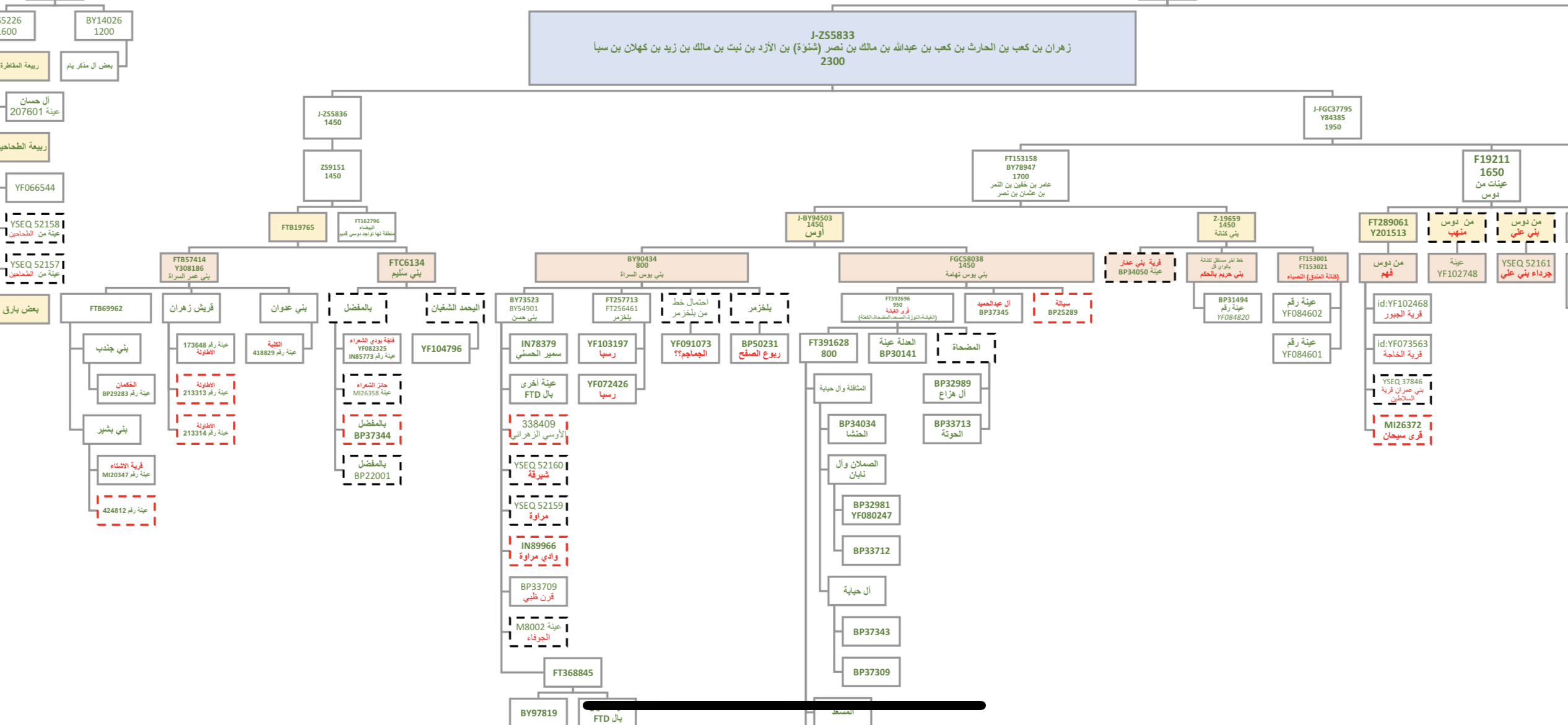
شجره این قبیله عرب

أزد (به عربی: الأزد) نام یک قبیله عرب از قبایل عرب قحطانی است که نسب این قبیله به کهلان بن سبا می‌رسد. بخشی از قبیلهٔ ازد به جنوب خراسان برای زمامداری مهاجرت داده شدند. بخشی از بنی ازد امروزه در بخش عربخانه شهر شوسف ساکن و به زبان عربی بدوی صحبت می‌کنند.

## مشاهیر
- شَنفَری (شاعر عرب در زمان جاهلیت)[۲]
- ابوهریره (از راویان حدیث در اسلام)[۳]
- ابن شاطر (منجم و ریاضی‌دان)[۴]
- جندب بن کعب (از یاران مشهور علی بن ابی‌طالب)[۵]
- مهلب بن ابی‌صفره (از والیان ولایت فارس در دوره بنی امیه)

## نسب أزد
نسب أزد اینگونه است:
أزد بن الغوث بن نَبْتٍ بن مالک بن زید بن کَهْلان بن سبأ بن یشجب بن یعرب بن قحطان بن هود بن شالخ بن ارفخشذ بن سام بن نوح بن لمک بن متوشلخ بن اخنوخ بن البارض بن مهلائیل بن قینان بن انوش بن شیث بن آدم